# Kuntheria
Kuntheria, monotipski biljni rod iz porodice mrazovčevki, smješten u tribus Tripladenieae. Jedina vrsta je australski endem K. pedunculata iz Queenslanda
Naraste 1 do 2 metra visine

## Sinonimi
1. Schelhammera pedunculata F.Muell.

## Vanjske poveznice
- North Queensland Plants - Colchicaceae